# Musique des troupes de marine
La musique des troupes de marine (MTDM) est l'une des six formations professionnelles de l'Armée de terre française placées sous l'autorité du commandement des musiques de l'armée de terre. Elle est basée à Versailles sur le camp de Satory. 

## Histoire
Les origines de cette formation remontent à 1945, date de sa création sous forme de fanfare à Rochefort par le chef de musique Jean Avignon. En 1946, elle est rattachée au 3e bataillon d'infanterie coloniale. Depuis, elle a changé à plusieurs reprises de nom et de localisation : successivement fanfare des troupes coloniales, musique des troupes coloniales, musique principale des troupes de marine, musique principale de l'Armée de terre et musique des troupes de marine, elle fut casernée à Rochefort, Fréjus et enfin Versailles où elle stationne actuellement. En 2016, la musique des troupes de marine a pris son nom actuel et a été placée pour emploi auprès du commandement des musiques de l'armée de terre.
La musique des troupes de marine participe chaque année au défilé militaire du 14 juillet : en 2021, elle en a assuré l'animation finale aux côtés de la musique de la brigade de sapeurs-pompiers de Paris, des fanfares des lycées militaires ainsi que d'une chorale composée de jeunes engagés, et en 2022, elle a descendu les Champs-Élysées en tête des différentes unités des troupes de marine, qui étaient pour l'occasion mises à l'honneur en raison des célébrations des 400 ans de l'arme.
La musique des troupes de marine a également participé à plusieurs festivals internationaux de musique militaire à Saint-Pétersbourg en 2007, à Rotterdam en 2012 ou plus récemment à Birmingham en 2019.

## Missions
La musique des troupes de marine a pour mission première de supporter musicalement des cérémonies à caractère patriotique, mais également de se produire dans le cadre de concerts ainsi que de représenter la France et plus particulièrement l'Armée de terre lors de festivals internationaux. 

## Composition
La musique des troupes de marine est composée d'une soixantaine de musiciens professionnels, tous lauréats de prix de conservatoires à rayonnement régional ou national, encadrés par un chef de musique, un chef de musique adjoint, assistés d'un tambour-major.

## Traditions
Héritière des traditions de l'arme qu'elle représente, les personnels de la musique des troupes de marine portent une tenue évoquant les uniformes portés par la Division Bleue lors des combats de Bazeilles de 1870.
Son répertoire comprend des pièces traditionnelles des troupes de marine ainsi que des marches de l'Armée de terre et des airs traditionnels des armées françaises. 

## Chaine de commandement
Chef de musique : commandant Laurent Arandel (depuis août 2022)

Chef de musique adjoint : lieutenant Grégoire Michaud (depuis juillet 2021)

Tambour-major : adjudant David Bargeles (depuis août 2021)